# Scapheremaeus digitatus
Scapheremaeus digitatus är en kvalsterart som beskrevs av Wang 1998. Scapheremaeus digitatus ingår i släktet Scapheremaeus och familjen Cymbaeremaeidae. Inga underarter finns listade i Catalogue of Life.